# Pay Me!
Pay Me! es una película muda estadounidense de 1917, un drama dirigido por Joe De Grasse y protagonizado por Lon Chaney. En Estados Unidos, la película fue también conocida como The Vengeance of the West. Se la creyó una película perdida, hasta que una copia incompleta fue descubierta en Rusia en 2019. Faltan algunas escenas centrales, pero no afecta seriamente a la comprensión de la historia.

## Argumento
Hal Curtis (Clifford) y Joe Lawson (Chaney), socios en una mina, tienen un desacuerdo. Lawson estrangula a Curtis y accidentalmente dispara a la esposa de Curtis. Después abandona a su propia mujer e hijo y se escapa con Hilda Hendricks (Selbie), una chica débil de ciudad. Cuando se van oyen el llanto de un bebé y encuentran a la hija de Curtis en los brazos de su madre muerta. Hilda se la lleva. Pasan diecisiete años. Lawson ha cambiado su apellido a White y posee una sala de baile en el corazón del territorio maderero. Los hombres le llaman "Killer" White. Martha (Phillips), la hija de su antiguo socio, es una bella adolescente y un leñador se ha enamorado de ella. Está disgustado por que Martha viste un traje descocado, girando la rueda de la ruleta en el establecimiento de Killer. Resulta que Curtis no había muerto y aparece vagando por el campamento y, reconociendo a Hilda, le pregunta donde está su hija. Hilda se la señala y él se enfurece, jurando venganza contra Killer. Es respaldado por el joven leñador, que no es otro que el hijo que Lawson había abandonado. Se desata una pelea y justo antes de que Lawson pueda matar a Curtis, se escucha un disparo y Lawson cae. Hilda sostiene la pistola. Antes de morir, Lawson le dice a Martha que no es su hija, y los dos jóvenes se van juntos.

## Reparto
- Lon Chaney como Joe Lawson
- J. Edwin Brown (como Eddie Brown) como Martin
- William Clifford como Hal Curtis
- Evelyn Selbie como Hilda Hendricks
- Tom Wilson como `Mac' Jepson
- Dorothy Phillips como Martha
- Claire Du Brey como Nita
- William Stowell como Bill The Boss
- John George como patrón del bar
- Dick La Reno como Bit Role (sin acreditar)

## Recepción
Como todos los films de su época, Pay Me! estaba sujeta a posibles recortes por parte de juntas de censura estatales y municipales. La junta de Chicago rechazó concederle un permiso para ser proyectada allí por que mostraba una historia de asesinato, secuestro, e inmoralidad.